# 町野武馬

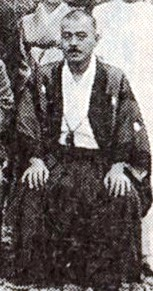

町野武馬（日语： 1875年11月16日—1968年1月10日）日本陆军军人、政治人物，曾担任中国奉系军阀张作霖的顾问，众议院议员，参与日俄战争，旅顺会战中负伤，辛亥革命时期支持张作霖，推行满洲独立运动失败。皇姑屯事件中，原与张作霖同乘一辆火车，于爆炸前中途下车。1929年1月10日，与奉系元老杨宇霆谈及东北铁路问题，当天杨宇霆即被张学良处决。